# Mercedes Coghen
Mercedes Coghen Alberdingk-Thijm (Madrid, 2 de agosto de 1962) es una exjugadora española de hockey hierba, que fue campeona olímpica con la selección española en los Juegos Olímpicos de Barcelona 1992.
Años después fue consejera delegada de la candidatura de Madrid a los Juegos Olímpicos de 2016, aunque finalmente la ciudad organizadora fue Río de Janeiro. 

## Biografía
Su hermano Juan Luis Coghen también fue medallista olímpico, pues era integrante de la selección española de hockey sobre hierba en los Juegos Olímpicos de Moscú 1980, donde consiguieron la medalla de plata.
En diciembre de 2014, la Fiscalía Anticorrupción solicitó se la condenase a seis años y medio de cárcel por malversación de caudales públicos y fraude a la administración, al traspasar 114.000 euros públicos a la Fundación Deporte, Cultura e Integración Social presidida por Iñaki Urdangarin, durante su actuación como consejera delegada de la candidatura olímpica Madrid 2016.
El 17 de febrero de 2017 la Audiencia de Palma de Mallorca la exime de ese supuesto delito "con todos los pronunciamientos favorables".